# مجمع البحوث الإسلامية بالأزهر
مجمع البحوث الإسلامية أحد هيئات الأزهر الشريف، حيث نصت المادة "10" من القانون المصري رقم 103 لسنة 1961 على أن مجمع البحوث الإسلامية هو الهيئة العليا للبحوث الإسلامية، وتقوم بالدراسة في كل ما يتصل بهذه البحوث، وتعمل على تجديد الثقافة الإسلامية وتجريدها من الفضول والشوائب وآثار التعصب السياسي والمذهبي، وتجليتها في جوهرها الأصيل الخالص، وتوسيع نطاق العلم بها لكل مستوى وفي كل بيئة، وبيان الرأي فيما يَجِدُّ من مشكلات مذهبية أو اجتماعية تتعلق بالعقيدة، وحمل تبعة الدعوة إلى سبيل الله بالحكمة والموعظة الحسنة. وتعاون جامعة الأزهر في توجيه الدراسات الإسلامية العليا لدرجتي التخصص والعالمية والإشراف عليها والمشاركة في امتحاناتها. وتحدد اللائحة التنفيذية لهذا القانون واجبات مجمع البحوث الإسلامية بالتفصيل الذي يساعد على تحقيق الغرض من إنشائه. ومجمع البحوث الإسلامية يؤدي رسالته في إطار الرسالة الشاملة للأزهر الشريف من خلال مجلسه ولجانه وإداراته المتعددة.

## مجلس المجمع
يتألف من عدد لا يزيد على خمسين عضواً من كبار علماء الإسلام، يمثلون جميع المذاهب الإسلامية، ويكون من بينهم عدد، لا يزيد على العشرين، من غير مواطني جمهورية مصر العربية، وهذا يجعل لمجلس المجمع ميزة عالمية التشكيل التي تجعل له المرجعية فيما يتعلق بالبحوث الإسلامية. وكان أول أمين عام للمجمع الدكتور محمود حب الله وكان شخصبة عالمية أكسبت المجمع مصداقية بالعالم الإسلامي وجعله أول أكاديمية بحثية.وشكله من بين كبار رجال الدين بالعالم المشهود لهم بالتقوي والعلم والورع. ليقوموا بالاجتهاد والفتوي. ويرأس مجلس المجمع شيخ الأزهر. ومجلس المجمع يؤلف من بين أعضائه لجانا أساسية تختص كل منها بجانب من البحوث في مجال الثقافة الإسلامية، مثل: لجنة بحوث القرآن الكريم، ولجنة بحوث السنة النبوية الشريفة، ولجنة البحوث الفقهية، ولجنة العقيدة والفلسفة، ولجنة التعريف بالإسلام، ولجنة القدس والأقليات الإسلامية. ويتولى مجلس مجمع البحوث الإسلامية ولجانه متابعة ودراسة القضايا والموضوعات المطروحة على الساحة المحلية والعالمية، والأحداث التي تموج بها، ويصدر بياناته المشتملة على رأي الشريعة الإسلامية فيها، هذا فضلا عن تتبع ما ينشر من بحوث عن الإسلام الحنيف وبها مغالطات وافتراءات، ومواجهتها بالرد والتصحيح. ومن هذا القبيل تشكيل لجنة دائمة من الأزهر الشريف ووزارة الأوقاف المصرية لحجز موقع على شبكة النيل الفضائية لشرح مبادئ الإسلام الصحيحة السمحة، والرد على ما ينشر ضد الإسلام على الشبكات الأخرى.

## الجهات التابعة
1. الإدارة العامة للطلاب الوافدين: يفتح الأزهر الشريف أبواب معاهده وجامعته لطلاب العلم من مختلف دول العالم للدراسة به، سواء على منح الأزهر، أو على منح الجهات المانحة الأخرى، أو على حسابهم الخاص. وتتولى الإدارة العامة للطلاب الوافدين استقبال الطلاب الوافدين من مشارق الأرض ومغاربها، وتوجيه كل منهم للدراسة المناسبة لمستواه في المعاهد الأزهرية بمراحلها الثلاث، أو بجامعة الأزهر.
2. مدينة البعوث الإسلامية: تخصص لإقامة وإعاشة الطلاب الوافدين للدراسة بالأزهر.
3. المعاهد الأزهرية الخارجية: ينشئ الأزهر الشريف بعض المعاهد الأزهرية في بعض الدول التي لا يستطيع الأزهر استقدام جميع الطلاب من أبنائها الراغبين في الدراسة بالأزهر، ولا تسمح إمكانات هذه الدول المادية بتحمل نفقات إيفادهم للدراسة بالأزهر. وتسير هذه المعاهد الأزهرية الخارجية على نظام التعليم بالأزهر الشريف، خطة ومنهجاً وكتاباً، وتخضع للإشراف الفني للأزهر، ويقوم مجمع البحوث الإسلامية وقطاع المعاهد الأزهرية بإمداد هذه المعاهد بالمدرسين والكتب والمناهج الدراسية، وقد بلغ عدد هذه المعاهد الأزهرية الخارجية خمسة عشر معهداً منها ثلاثة عشر معهداً بأفريقيا، وواحد بكندا، وواحد بباكستان.
4. الإدارة العامة للبعوث الإسلامية: يقوم الأزهر الشريف بإيفاد بعض علمائه للتدريس ونشر الثقافة الإسلامية والعربية بدول العالم الإسلامي، وشرح مفاهيم الإسلام الصحيحة، وتعليم أبنائنا المسلمين في الخارج مبادئ الدين الإسلامي الحنيف وفرائضه وقيمه وتعاليمه السمحة، وذلك سواء على نفقة الأزهر الشريف أو على نفقة الدول المستعيرة. وقد بلغ عدد الدول التي يوجد للأزهر علماء معارون إليها سبعة وثمانين دولة.
5. الإدارة العامة للبحوث والتأليف والترجمة: يتولى مجمع البحوث الإسلامية من خلال هذه الإدارة الإشراف على طبع مصحف الأزهر الشريف ومصحف المطابع الأميرية، وكذلك إصدار تصاريح طبع وتداول المصحف الشريف لدور النشر المختلفة بعد مراجعة الأصول. وكذلك مراجعة الشرائط القرآنية للتأكد من خلوها من الأخطاء. كما تتولى هذه الإدارة فحص المؤلفات الدينية، سواء كانت باللغة العربية أو الأجنبية، وسواء كانت بحثا أو كتابا أو شريطا أو فيلما أو لوحة..إلخ، وذلك للتأكد من صلاحيتها وخلوها مما يتعارض مع الشريعة الإسلامية.
6. لجنة الفتوى: حيث تتولى هذه اللجنة تلقي استفتاءات الجماهير من الداخل والخارج، سواء عن طريق المقابلات الشخصية أو الهاتف أو المراسلات، والرد عليها. وكذلك إشهار إسلام الراغبين في اعتناق الدين الإسلامي، وإعطائهم شهادات بذلك.
7. دار الكتب الأزهرية: تقوم على حفظ التراث العظيم الذي تضمه، والذي يبلغ عدده 116.133 كتاباً في مختلف العلوم والفنون، تقع في أكثر من نصف مليون مجلد، منها ما يزال مخطوطاً 40.000 كتاب. وقد تم إنشاء مبنى حديث لها مكون من أربعة عشر طابقاً، به أربع قاعات للمطالعة، وإحدى وعشرون غرفة مجهزة بأحدث النظم المكتبية للراغبين في الاطلاع، تخصص واحدة منها لكل باحث، وقاعة للمكفوفين مزودة بأحدث الأجهزة العلمية. ويجرى الآن إعداد قاعدة بيانات بيبلوجرافية لمطبوعات المكتبة لإدخالها على الحاسبات الآلية، وغير ذلك من إجراءات التطوير والتحديث للمكتبة الأزهرية، التي يجرى إنجازها لتصبح صرحاً من صروح المعرفة والإشعاع الثقافي لمصر والأزهر الشريف.
8. إدارة أحياء التراث الإسلامي: تؤدي هذه الإدارة عملها في خدمة كتب التراث الإسلامي، وقد قامت بإصدار التفسير الوسيط للقرآن الكريم، وإصدار موسوعة في الحديث الشريف «جمع الجوامع للإمام السيوطي» صدر منها مطبوعاً سنن الأقوال، ويجري الآن تخريج بقية أحاديث الأفعال والمسانيد تمهيداً لطبعها. كما تتولى هذه الإدارة إصدار سلسلة البحوث الإسلامية، حيث يتم اختيار أفضل الكتب والأبحاث، وطبعها، وإصدار كتاب كل شهر.
9. مجلة الأزهر: يصدر مجمع البحوث الإسلامية في مطلع كل شهر هجري مجلة الأزهر، حاملة رسالة الأزهر إلى جماهير المسلمين في الداخل والخارج، ومتابعة لمجريات الأحداث الإسلامية والعربية بدراسات موضوعية وتحليلات علمية.
10. اللجنة العليا للدعوة الإسلامية :ينظم الأزهر الشريف دورات تدريبية للائمة والدعاة والوعاظ من دول العالم الإسلامي، مدة كل دورة ثلاث أشهر، يتم خلالها تدريب هؤلاء الدعاة على طرق الدعوة إلى سبيل الله وأساليبها، وما يجب أن يتحلى به الداعية من صفات وأخلاق حتى يستطيع تأدية الأمانة الملقاة على عاتقه على أكمل وجه، وليستطيع التأثير في الجماهير. كما يتم تنظيم محاضرات يلقيها عليهم أساتذة وعلماء الأزهر الشريف في كافة القضايا المعاصرة، وكيفية تعامل الداعية معها، ورأي الشريعة الإسلامية في هذه القضايا، حتى يجمع الداعية إلى القدوة الحسنة الإلمام بقضايا العصر، وكيفية معالجتها في ضوء تعاليم ومبادئ الشريعة الإسلامية الغراء، التي تذخر بالحلول الشافية والعلاج الناجع لكل مايهم الإنسان، أو يعترض طريق تقدم البشرية ورفاهيتها.
11. أكاديمية الأزهر العالمية لتدريب الأئمة والوعاظ وباحثي الفتوى
12. صوت الأزهر

## وصلات خارجية
- الموقع الرسمي للمجمع.
- الصفحة الرسمية للمجمع على موقع فيس بوك.